# Robringhausen
Robringhausen ist ein Ortsteil der Gemeinde Anröchte in Nordrhein-Westfalen im Kreis Soest. Der Ortsteil hat eine Fläche von 2,57 km² und 165 Einwohner (Stand Dezember 2022).

## Geschichte
Der Name des Ortes ist wahrscheinlich in der Zeit um 850 entstanden (aus dem Namen Robert, der Nachbarort Waltringhausen aus Walter). Erstmals urkundlich erwähnt wurde der Ort aber erst im Jahr 1298 im Westfälischen Urkundenbuch. Im Jahre 1300 war Robringhausen Gerichtssitz (Gohgericht) für Robringhausen, Altenmellrich, Klieve, Uelde, Herringsen und Waltringhausen.
Robringhausen hatte in der Geschichte großes Ansehen. Im Amt Friedhartskirchen (Gogericht Erwitte) wurde über 1536/1565 etwas zur Aufteilung der Gogerichte geschrieben. Da es ein Zufallsfund war, ist noch weiteres zu erwarten, da heute wenig Altes verloren geht.
Bis zur Kommunalreform in Nordrhein-Westfalen, die am 1. Januar 1975 in Kraft trat, war Robringhausen eine selbstständige Gemeinde.

## Politik
Ortsvorsteherin ist Nicoletta Lüker-Großmann.

### Wappen
Das am 28. Februar 1956 genehmigte Robringhauser Wappen wird wie folgt blasoniert: „In Gold ein liegendes rotes Schwert mit der Spitze nach links über fünf (3:2) gestellten roten Ringen.“

## Sehenswürdigkeiten
Den Ortsmittelpunkt bildet die 1882 erbaute St.-Lucia-Kapelle. Es existiert auch ein altes Klassenzimmer, das vom Förderverein „aufpoliert“ wurde.
Im Sonnenborntal ist ein alter Waschplatz am Bach gut erhalten. Die ehemalige Wassermühle wurde zum Wohnhaus umgebaut.

## Belege
1. ↑  Jahresstatistik der Gemeinde Anröchte 2024. Abgerufen am 25. Mai 2025.
2. ↑  
Amt Friedhardskirchen (historisch)
3. ↑  Statistisches Bundesamt (Hrsg.): Historisches Gemeindeverzeichnis für die Bundesrepublik Deutschland. Namens-, Grenz- und Schlüsselnummernänderungen bei Gemeinden, Kreisen und Regierungsbezirken vom 27.5.1970 bis 31.12.1982. W. Kohlhammer, Stuttgart / Mainz 1983, ISBN 3-17-003263-1, S. 334 (Statistische Bibliothek des Bundes und der Länder [PDF; 41,1 MB]).